# Cantó de Saint-Savinien
El cantó de Saint-Savinien és un cantó francès del departament del Charente Marítim, al districte de Saint-Jean-d'Angély. Té 11 municipis i el cap és Saint-Savinien.

## Municipis
- Annepont
- Archingeay
- Bords
- Champdolent
- Fenioux
- Grandjean
- Le Mung
- Les Nouillers
- Saint-Savinien
- Taillant
- Taillebourg

| Data d'elecció                           | Identitat            | Partit        | Qualitat |
| ---------------------------------------- | -------------------- | ------------- | -------- |
| 1945-19..                                | Albert Rault         | radical       |          |
| 19..-1979                                | Robert Cellerier     | divers droite |          |
| 1979-1988                                | Rémy Barraud         | PS            |          |
| 1988-1994                                | Claude Genauzeau     | UDF-radical   |          |
| 1994-2008                                | Cyril Chappet        | PS            |          |
| 2008-                                    | Jean-Claude Godineau | Divers droite |          |
| les dades anteriors no són pas conegudes |                      |               |          |
|                                          |                      |               |          |

| A partir de 1990: Població sense dobles comptes |